# Evelyn MacGuire
Evelyn "Evie" MacGuire, es un personaje ficticio de la serie de televisión Home and Away interpretada por la actriz Philippa Northeast del 3 de septiembre de 2013 hasta el 21 de marzo del 2017.

## Biografía
Cuando su tío Zac MacGuire se entera por Hannah Wilson que sus sobrinos habían estado viviendo dentro de un culto llamado "Sanctuary Lodge" junto a su padre Ethan MacGuire y que creían que estaban en peligro, Zac recurre a los hermanos Darryl Braxton, Heath Braxton y Kyle Braxton para que lo ayudaran a rescatar a sus sobrinos, sin embargo a pesar de que su hermano Oscar MacGuire está contento por dejar el culto Evelyn no y acusa a su tío de haberla secuestrado, poco después Evelyn comienza a adaptarse a su nueva vida en la bahía.
Más tarde su padre termina secuestrándola junto con Oscar y Kyle y los encierra, ahí Evelyn comienza a tener problemas de salud pero finalmente Kyle logra liberarlos y cuando Zac y Hannah los encuentran les revelan que Ethan había muerto en una explosión. Durante el funeral de su padre una joven llamada Denny Miller aparece pero no se acerca a la ceremonia, cuando Hannah la confronta Denny le revela que era la hija de Ethan, finalmente cuando Evelyn y Oscar descubren la verdad sobre Denny, al inicio Evelyn no quiere saber de ella y cuando Hannah platica con ella le dice que no quería conocer a su media hermana ya que no quería saber más sobre las mentiras de su padre, cuando Hannah le dice que Denny no tenía la culpa y que era víctima como ella y Oscar, Evelyn cambia de parecer y decide conocerla.
El 21 de marzo del 2017 decidió irse a Vietnam con Matt y Elly Page.